# 111570 Ágasvár
111570 Ágasvár è un asteroide della fascia principale. Scoperto nel 2002, presenta un'orbita caratterizzata da un semiasse maggiore pari a 3,1183125 UA e da un'eccentricità di 0,0585166, inclinata di 1,33108° rispetto all'eclittica.